# Eriocharis
Eriocharis is een kevergeslacht uit de familie van de boktorren (Cerambycidae). De wetenschappelijke naam van het geslacht werd voor het eerst geldig gepubliceerd in 1912 door Aurivillius.

## Soorten
Eriocharis omvat de volgende soorten:
- Eriocharis devestivus Monné & Martins, 1973
- Eriocharis lanaris (Blanchard, 1847)
- Eriocharis richardii (Dupont, 1838)